# Abraxas fletcheri
Abraxas fletcheri là một loài bướm đêm trong họ Geometridae.

## Hình ảnh

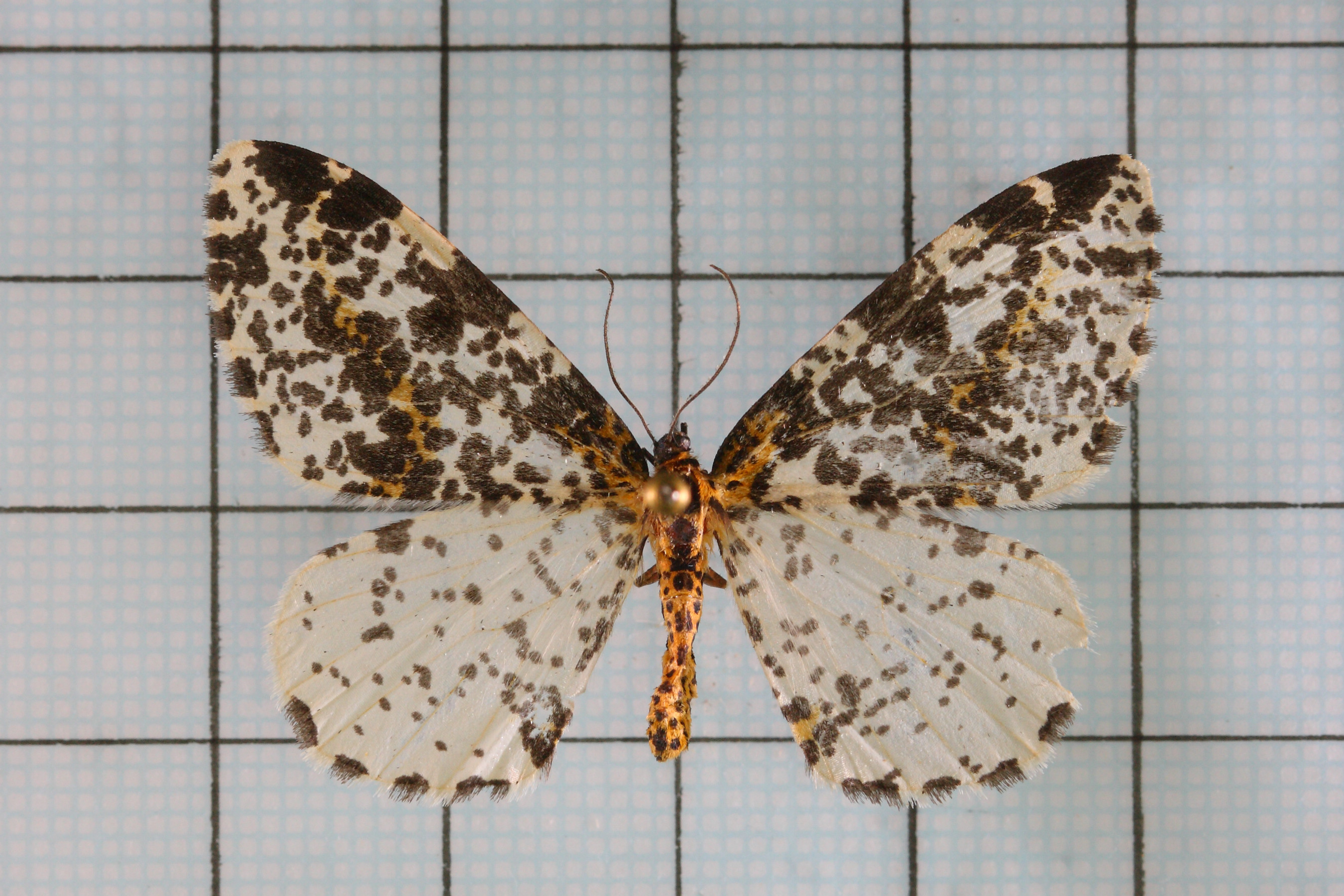
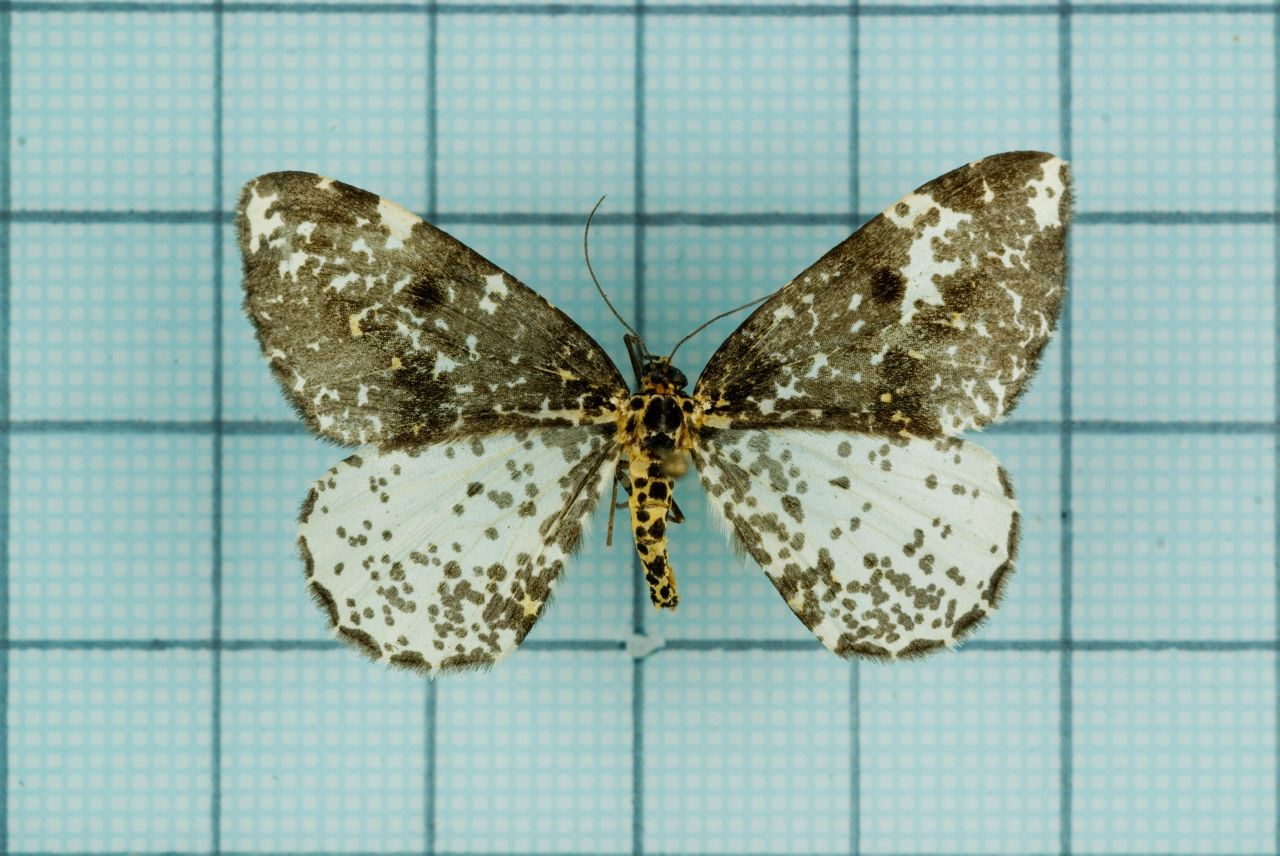
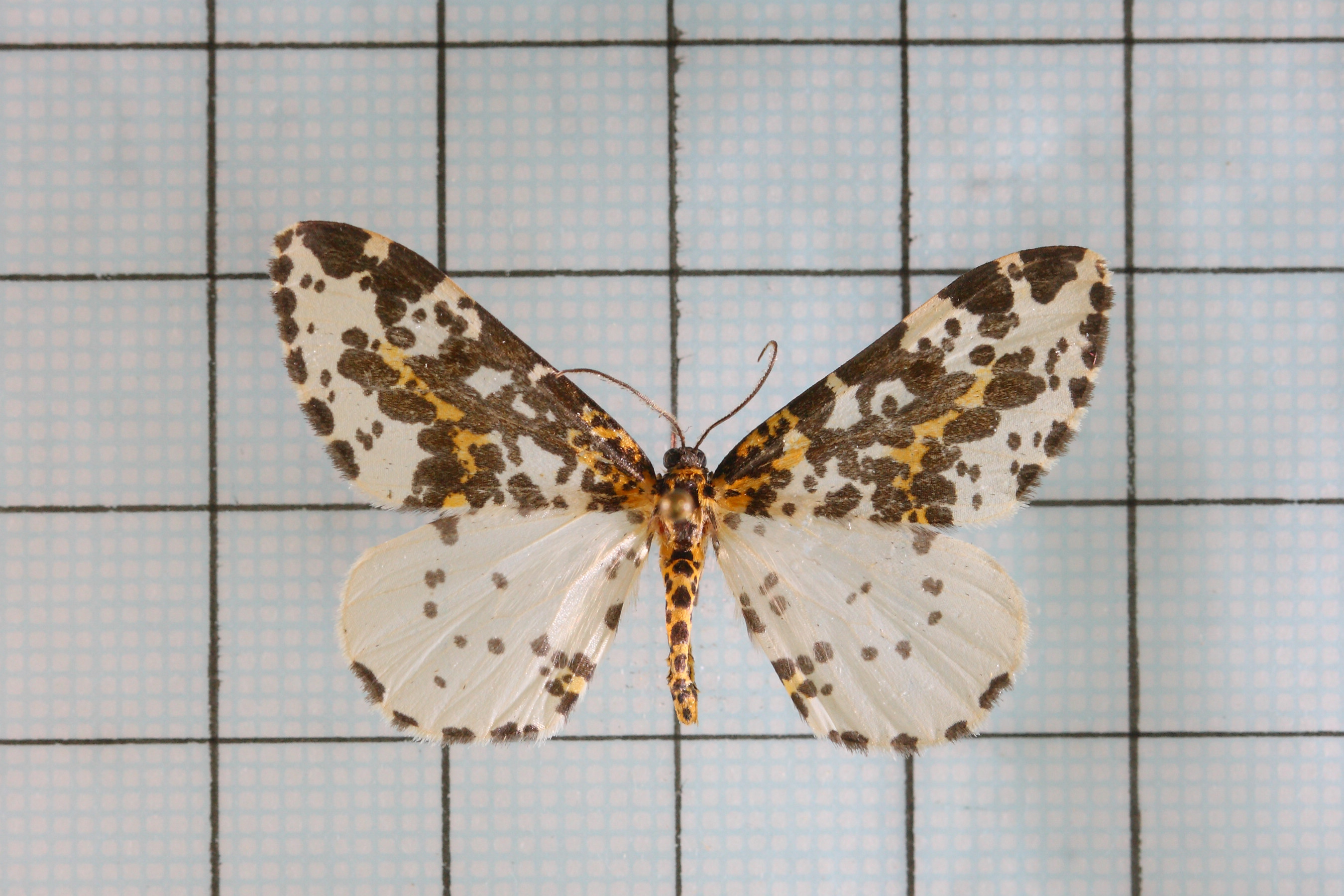